# قاموس الشعارات
قاموس الشعارات هو قاموس كبير متعدد اللغات عبر الإنترنت مقدم من شركة شعارات مجموعة، وهي شركة ترجمة أوروبية. وقد بدأ في عام 1995، واعتبارًا من عام 2005 يحتوي على أكثر من 7 ملايين مصطلح بأكثر من 200 لغة، بعضها من لغات الأقليات مثل البريتونية أو الليونية أو الأسكتلندية أو البندقية. يقدم القاموس مجموعة متنوعة من خيارات البحث، ويتطلب تسجيل مجاني لإضافة أو تحديث الترجمات.

## وصلات خارجية
- Logos dictionary